# からと西出入口

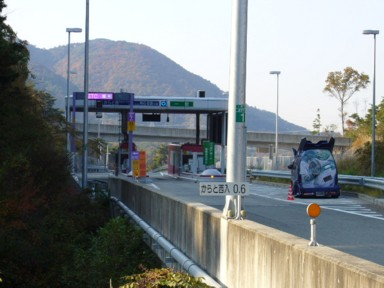
からと西出入口

からと西出入口（からとにしでいりぐち）は、兵庫県神戸市北区の阪神高速道路7号北神戸線の出入口。第二神明・伊川谷方面のみのハーフICである。からと東出入口とセットになっており、六甲有料道路、六甲北有料道路と接続している。
2024年（令和6年）9月3日より入口料金所がETC専用になっている。

## 道路
- 阪神高速7号北神戸線(7-10)

## 接続する道路
- 六甲有料道路
- 六甲北有料道路（唐櫃南IC）

## 料金所

### からと西料金所
- ブース数：2
  - ETC専用：1
  - サポート：1

## 周辺
- 神戸電鉄神鉄六甲駅、唐櫃台駅
- 有馬街道
  - いずれも当出入口からかなり坂を下ったところにある。

## 隣
阪神高速7号北神戸線
(7-09)箕谷出入口/JCT - (7-10)からと西出入口 - (7-11)からと東出入口